# Camilla Brinck
Camilla Therése Brinck (født 24. maj 1974 i Fittja, Sverige) er en svensk popsangerinde og forfatter. Hun er kendt for singlerne "Bye Bye Forever (Chiki Chiki)", "Heaven" og "Tell Me", og siden 2018 ligeledes for bogserien "Musse och Helium".

## Biografi
Brinck er født og opvokset i Fittja i Botkyrka kommun. Hendes første album Heaven udkom i 2001, samme år som hun sammen med Johan Fjellström og Joakim Udd skrev sangen "Sorry" til gruppen K-otic i Holland, som solgte dobbelt platin. Brinck deltog i semifinalen i Melodifestivalen 2005 med singlen "Jenny". Mellem 2006 og 2008 var Brinck medlem af synthpopgruppen Nouveau Riche og har også været DJ på mange natklubber i Stockholm.
I 2008 udgav hun sammen med Mange Schmidt singlen "KK".
Siden 2017 har Brinck arbejdet som børnebogsforfatter med bogserien om "Musse och Helium".

## Diskografi

### Studiealbums
| År   | Albuminformation                                      | SVE |
| ---- | ----------------------------------------------------- | --- |
| 2001 | Heaven - Udgivet: 2001 - Selskab: Virgin - Format: Cd | 56  |

### Singler
| År                                                               | Titel                           | SVE | Album       |
| ---------------------------------------------------------------- | ------------------------------- | --- | ----------- |
| 2000                                                             | "Bye Bye Forever (Chiki Chiki)" | 21  | Heaven      |
| 2001                                                             | "Tell Me"                       | 28  | Heaven      |
| 2001                                                             | "Heaven"                        | 25  | Heaven      |
| 2005                                                             | "Jenny"                         | –   | Intet album |
| "—" markerer en udgivelse der ikke opnåede en hitlisteplacering. |                                 |     |             |